# Lolita Albores
Lolita Albores o Marta Dolores Albores Albores (Comitán, 25 de agosto de 1918 - 6 de enero de 2006) fue una cronista y partera chiapaneca.

## Trayectoria
Lolita Albores nació en Comitán, hija de don César Albores Villar y doña Soledad Albores Román. En su juventud fue maestra de barrio y posteriormente trabajó en el Centro de Bienestar Social Rural. Estudió enfermería y trabajo social médico en la Ciudad de México, regresó a Comitán de Domínguez y trabajó allí como partera, atendiendo particularmente a mujeres de bajos recursos. Fue parte de programa de Bienestar Social Rural durante 13 años. Fue coordinadora del Centro de Salud de Comitán.
Paralelamente a su trabajo social, Lolita registró costumbres, tradiciones y dichos populares de Comitán. El 22 de julio de 1984, el presidente Ernesto Cifuentes López la nombra cronista. En 1999 es nombrada cronista vitalicia. Se le reconoce por el uso de un lenguaje pícaro y bromista. Cotidianamente declamaba dramatizando y exagerando rasgos de personajes comitecos. Ella y sus hermanas fueron parte de los fundadores del Grupo Ariel para fomentar el arte de la ciudad. 

## Obra

### Libros
- Así te recuerdo Comitán
- Piñata de cuentos comitecos
- Cincuenta cuentos para que los cuentes
- Cincuenta cuentos más... para que puedas contar cien.[7]

### Grabaciones
- Disco de picardía comiteca: ¿Qué pensás que estoy pensando?
- Los cuentos de doña Lolita. Picardías comitecas[8]